# Ocean's 8
Série Ocean's
Ocean's Thirteen
(2007)
Pour plus de détails, voir Fiche technique et Distribution.
Ocean's 8, ou Debbie Ocean 8 au Québec, est un film américain réalisé par Gary Ross, sorti en 2018. Il s'agit d'un dérivé de la Trilogie Ocean de Steven Soderbergh.

## Synopsis
Debbie (Sandra Bullock), la sœur de Daniel Ocean (qui vient de mourir), sort de prison après cinq ans de détention. Elle a passé tout ce temps à préparer un projet particulièrement ambitieux et méticuleusement pensé : il s'agit de dérober le Toussaint, un collier de diamants de Cartier estimé à 150 millions de dollars, lors du gala annuel du Metropolitan Museum of Art de New York, le célèbre Met Gala, qui est organisé cette année dans le cadre d'une exposition des plus grandes parures de bijoux royaux.
Elle s'associe avec Lou Miller (Cate Blanchett), une ancienne complice. Pour exécuter son plan, Debbie décide d'utiliser à son insu l'actrice Daphne Kluger (Anne Hathaway), qui portera le Toussaint. Le duo manipule et engage la créatrice de mode Rose Weil (Helena Bonham Carter), largement endettée auprès des impôts, afin que celle-ci soit la couturière qui habillera Daphne Kluger. Elles recrutent également la voleuse à la tire Constance (Awkwafina), la pirate informatique Nine Ball (Rihanna), la bijoutière et tailleuse de diamant Amita (Mindy Kaling), ainsi que Tammy (Sarah Paulson), une ancienne connaissance de Debbie devenue mère de famille, spécialisée dans le recel et la revente.
L'équipe parvient à manipuler Daphne, qui choisit Rose comme sa couturière pour le gala. Rose parvient à convaincre Cartier de prêter le collier, habituellement scellé dans un coffre-fort souterrain, pour l'occasion. Elle profite de sa présentation pour le scanner numériquement avec des lunettes pourvues d'une caméra : l'équipe en imprime une réplique exacte en zirconium.
Nine Ball pirate le système de sécurité du musée, afin d'avoir accès aux caméras de surveillance ; Tammy se fait embaucher par Vogue et obtient accès à l'organisation du gala, et fait embaucher Lou comme nutritionniste. De son côté, Debbie s'arrange pour que Daphne choisisse pour cavalier Claude Becker (Richard Armitage), un galeriste célèbre qui avait autrefois accusé Debbie, alors qu'ils étaient ensemble, d'une arnaque qu'ils avaient organisée tous les deux, ce qui l'a conduite en prison. Lou confronte Debbie sur son envie de se venger de Becker, mais Debbie l'assure que cela ne remet pas en cause leur plan. Lorsque Rose apprend, lors des essayages, que le Toussaint ne peut être retiré que par un aimant spécial que conservent les gardes du collier, Nine Ball fait appel à sa sœur Veronica pour en obtenir une réplique.
Le soir du gala, Amita travaille dans les cuisines et Lou l'y rejoint, Constance fait partie de l'équipe de service, Nine Ball gère les caméras de surveillance, Tammy est dans la salle en tant que manager et Debbie supervise les opérations. Lou verse dans le plat de Daphne un produit qui la pousse à se rendre aux toilettes pour vomir. Pendant que Debbie empêche les agents de sécurité de Cartier d'entrer dans les toilettes pour femmes, Constance aide Daphne Kluger à vomir et lui subtilise le collier. Elle le glisse sur le plateau d'un serveur en profitant d'un angle mort mis en place par Nine Ball dans le système de vidéo-surveillance. Amita récupère le collier en cuisine, puis s'enferme dans les toilettes et entame sa découpe. Lorsque Daphne sort des toilettes sans le collier, les gardes font évacuer les lieux : le musée est fermé et une fouille des invités et des lieux commence. Tammy met fin à cette recherche en faisant mine de retrouver le collier dans l'eau, mais il s'agit de la réplique. Les diamants, alors transformés en d'autres bijoux par Amita, sont emportés séparément par les membres de l'équipe.
Alors qu'elles célèbrent leur victoire, les sept femmes sont rejointes par Daphne (invitée par Debbie et Lou), qui révèle qu'elle a fini par comprendre le casse via certains comportements (l'intérêt de Rose pour l'aimant qui ferme le collier et son mauvais jeu d'actrice, le fait qu'elle ne vomisse jamais, le visage de Debbie qu'elle a retenu, étant très physionomiste). Elle est intégrée à l'équipe, qui décide de partager le butin avec elle.
Lorsque le collier revient à Cartier, la supercherie est découverte et l'inspecteur John Frazier est embauché par l'assurance pour enquêter. Aucun indice ne désigne les auteurs du vol, mais Frazier, ayant déjà croisé le chemin de la famille Ocean et ayant reconnu Debbie, la soupçonne. Cependant, sa présence sur les caméras de surveillance précisément tournées par Nine Ball lui confèrent un alibi indiscutable. Debbie oriente cependant l'inspecteur vers Becker. En effet, Daphne rend visite à son cavalier, et en profite pour photographier le morceau du collier que Debbie avait glissé à son insu dans sa veste, le soir du gala. Cette preuve permet d'arrêter Becker. Afin de consolider les preuves contre lui, Debbie engage des actrices pour jouer de vieilles dames fortunées, revendant pièce par pièce le Toussaint et versant l'argent sur un compte au nom de Becker. Ce dernier est placé en garde à vue.
Alors qu'elles boivent au succès de leur coup, Debbie et Lou révèlent aux autres l'ampleur réelle de leur casse : profitant du désordre causé au moment de la perte du collier, et de l'évacuation complète du musée, Lou et Yen (un acrobate qui avait travaillé avec Daniel Ocean) se sont glissés dans la salle d'exposition des bijoux royaux, qu'ils ont également subtilisés et remplacés par des répliques en zirconium. Le montant du casse s'élève alors à plus de 305 millions de dollars, plus du double que si seul le Toussaint avait été volé. Le film se termine montrant les casseuses profitant de leur part largement supérieure à ce qu'elles avaient prévu : Amita est à Paris avec un homme rencontré sur Tinder, Rose a effacé sa dette auprès des impôts et ouvert sa propre boutique, Constance a acheté un grand loft et est devenue Youtubeuse, Tammy a développé son commerce de recels, Nine Ball ouvre une salle de billard, Daphne devient réalisatrice, Lou part à moto faire un road trip, et Debbie rend hommage à son frère, buvant un Martini devant sa stèle.

## Fiche technique
Sauf indication contraire, les informations mentionnées dans cette section peuvent être confirmées par la base de données cinématographiques IMDb,  présente dans la section « Liens externes ».
- Titre original : Ocean's Eight
- Titre français : Ocean's 8
- Titre québécois : Debbie Ocean 8
- Réalisation : Gary Ross
- Scénario : Olivia Milch et Gary Ross, d'après les personnages créés par George Clayton Johnson et Jack Golden Russell
- Musique : Daniel Pemberton
- Direction artistique : Henry Dunn, Kim Jennings et Chris Shriver
- Décors : Alex DiGerlando
- Costumes : Sarah Edwards
- Photographie : Eigil Bryld
- Son : Paul Hsu, Thomas C. Brewer, Kevin Peters
- Montage : Juliette Welfling
- Production : Steven Soderbergh et Susan Ekins
  - Production déléguée : Michael Tadross, Diana Alvarez, Bruce Berman et Jesse Ehrman
  - Production associée : Sandino Moya-Smith
  - Coproduction : Olivia Milch et John R. Saunders
- Sociétés de production[2] : Rahway Road Productions et Smokehouse Pictures, avec la participation de Warner Bros., en association avec Village Roadshow Pictures
- Société de distribution : Warner Bros.
- Budget : 70 millions de $[3]
- Pays de production :  États-Unis
- Langues originales : anglais, français, allemand, hindi, mandarin
- Format[4] : couleur - 2,39:1 (Cinémascope) - son Dolby Atmos
- Genre : comédie et thriller
- Durée : 110 minutes
- Dates de sortie[5] :
  - États-Unis, Canada : 8 juin 2018
  - Belgique, France, Suisse romande[6] : 13 juin 2018
- Classification[7] :
  - États-Unis : accord parental recommandé, film déconseillé aux moins de 13 ans (PG-13 - Parents Strongly Cautioned)[Note 1].
  - France : tous publics[8].

## Distribution
- Sandra Bullock (VF : Françoise Cadol ; VQ : Hélène Mondoux) : Debbie Ocean
- Cate Blanchett (VF : Isabelle Gardien ; VQ : Nathalie Coupal) : Lou Miller
- Anne Hathaway (VF : Caroline Victoria ; VQ : Geneviève Désilets) : Daphne Kluger
- Sarah Paulson (VF : Cathy Diraison ; VQ : Mélanie Laberge) : Tammy
- Helena Bonham Carter (VF : Laurence Bréheret ; VQ : Pascale Montreuil) : Rose Weil
- Rihanna (VF : Claire Morin ; VQ : Éveline Gélinas) : Leslie « Nine-Ball »
- Mindy Kaling (VF : Audrey Sablé ; VQ : Annie Girard) : Amita
- Awkwafina (VF : Déborah Krey ; VQ : Geneviève Déry) : Constance
- Richard Armitage (VF : Serge Biavan ; VQ : Frédérik Zacharek) : Claude Becker
- James Corden (VF : Christophe Lemoine ; VQ : Thiéry Dubé) : John Frazier
- Dakota Fanning (VQ : Claudia-Laurie Corbeil) : Penelope Stern
- Damian Young (VF : François Dunoyer) : David Welch
- Shaobo Qin : Yen
- Marlo Thomas : Rene
- Dana Ivey : Diana
- Mary Louise Wilson : Marlene
- Elizabeth Ashley (VF : Frédérique Cantrel) : Ethel
- Alexander Blaise (VF : Mathieu Lagarrigue) : M. Delarue-Broussard, le président Cartier
- Elliott Gould (VF : Bernard Tiphaine ; VQ : Jean-Marie Moncelet) : Reuben Tishkoff
- Michael Gandolfini : le jeune homme du bus

Dans leur propre rôle :
- Anna Wintour
- Alexander Wang
- Jaime King
- Kim Kardashian
- Derek Blasberg
- Lauren Santo Domingo
- Kendall Jenner
- Katie Holmes (VF : Alexandra Garijo)
- Olivia Munn
- Hailey Baldwin
- Maria Sharapova
- Serena Williams
- Zac Posen
- Heidi Klum
- Adriana Lima
- Gigi Hadid
- Lily Aldridge
- Kylie Jenner
- Common (VF : Hervé Furic)

- Version française
  - Studio de doublage : Deluxe Media Paris
  - Direction artistique : Michel Derain
  - Adaptation : Philippe Videcoq-Gagé

 Source et légende : version française (VF) sur RS Doublage ; version québécoise (VQ) sur Doublage.qc.ca

## Production

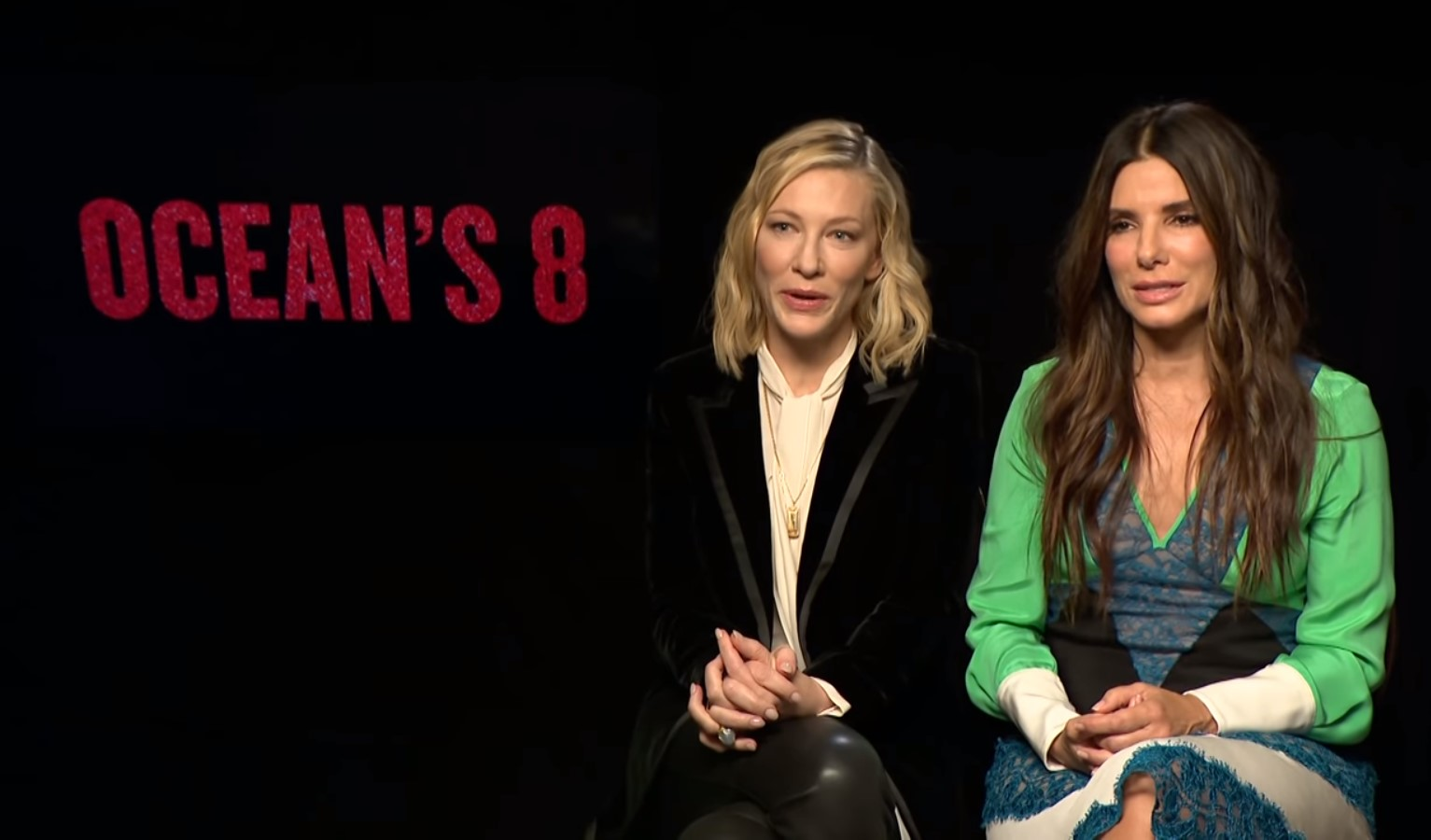
Les têtes d'affiche Cate Blanchett et Sandra Bullock lors de la promotion du film, en juin 2018.

### Genèse et développement
Steven Soderbergh, réalisateur des trois films de la trilogie Ocean, et George Clooney, interprète du personnage principal de Danny Ocean, annoncent qu'il n'y aura pas de Ocean's Fourteen ou d'autres suites en raison du décès de Bernie Mac en 2008. Cependant en octobre 2015, un spin-off féminin est annoncé ; il mettra en vedette Sandra Bullock dans la peau de la sœur de Danny Ocean. Le projet est conçu par le producteur de la trilogie, Jerry Weintraub, aidé de Soderbergh et Clooney. Olivia Milch écrit le scénario avec Gary Ross, qui est également annoncé comme réalisateur,
Durant la préproduction, le titre de travail est Ocean's Ocho.

### Attribution des rôles

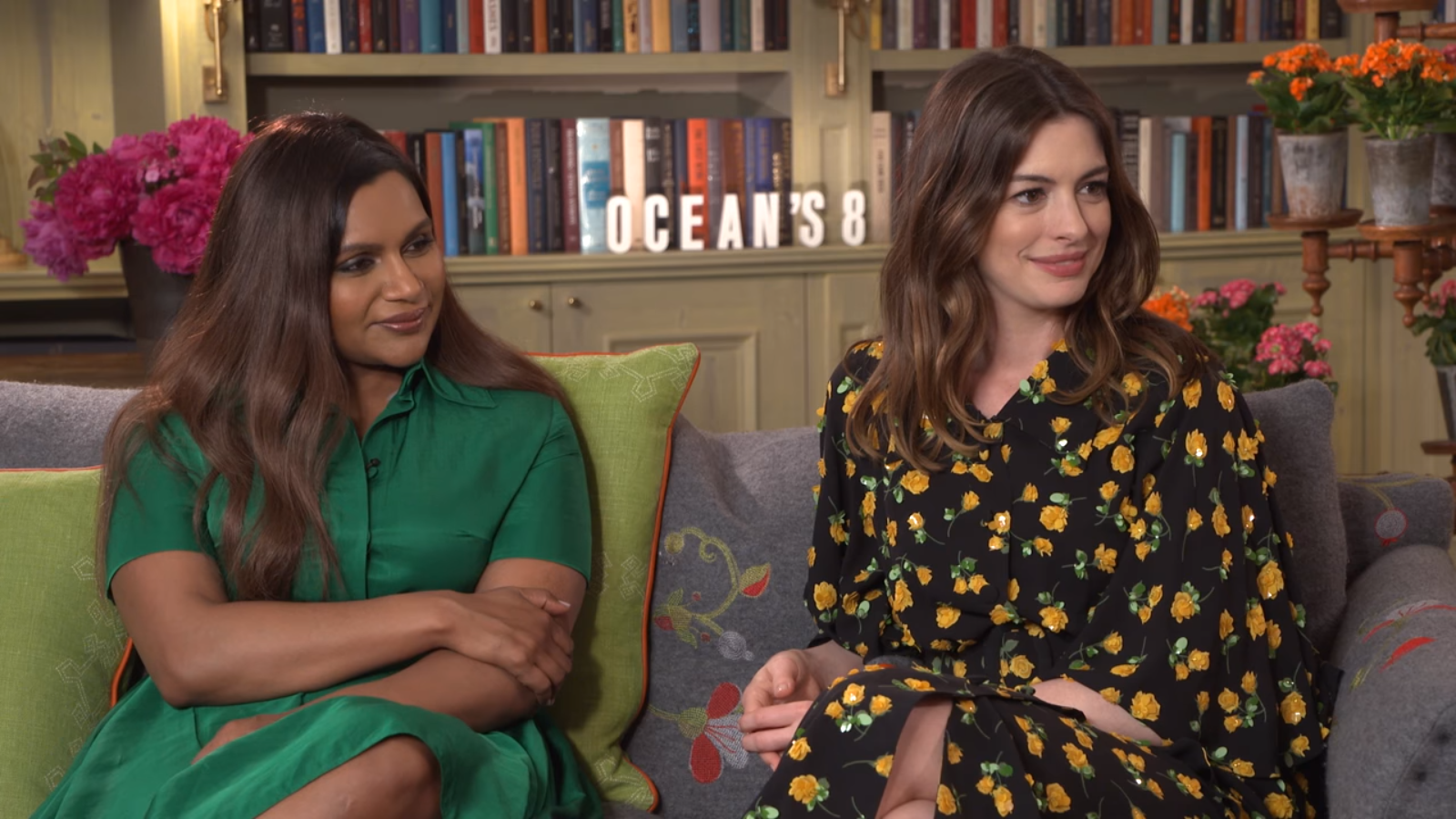
Les actrices principales Anne Hathaway et Mindy Kaling, également en pleine promotion du film.

Sandra Bullock est annoncée dès le début du projet en 2015. Les noms de Helena Bonham Carter, Cate Blanchett, Mindy Kaling et Elizabeth Banks sont ensuite évoqués.
En août 2016, Sandra Bullock, Cate Blanchett, Helena Bonham Carter et Mindy Kaling sont confirmées, alors qu'Anne Hathaway, Rihanna, Awkwafina et Sarah Paulson sont encore en négociations,.
La présence de Dakota Fanning et Damian Lewis est révélée par leur présence sur le plateau au début du tournage,.
Un rôle a été proposé à Jennifer Lawrence, mais l'actrice était prise par d'autres projets.
En novembre 2016, il est annoncé que Matt Damon, interprète de Linus Caldwell dans la trilogie, fera un caméo dans le spin-off. Finalement, il est coupé au montage et n'apparait pas dans le film.
En janvier 2017, les caméos de plusieurs célébrités sont annoncés : Kim Kardashian, Kendall Jenner, Anna Wintour, Heidi Klum et Katie Holmes.
Il s'agira du dernier film dans lequel Bernard Tiphaine double un acteur (Elliott Gould) avant sa retraite.

### Tournage
Le tournage débute le 25 octobre 2016 à New York. Il s'achève le 20 décembre 2016.

### Musique
Bandes originales de Ocean's
Ocean's Thirteen
(2007)
La musique du film est composée par Daniel Pemberton, qui succède à David Holmes.
Liste des titres
1. 5 Years, 8 Months and 12 Days - 0:37
2. NYC Larceny - 3:46
3. We Are Going To Rob It - 2:37
4. Taking Out the Trash - 1:47
5. Nine-Ball - 3:40
6. Deborah Ocean - 2:53
7. Okell Bongos '63 - 2:14
8. Seven Van Plan - 2:55
9. Hacking the Met - 2:33
10. Fugue in D Minor - 2:42 (contient des éléments de Toccata et fugue en ré mineur de Jean-Sébastien Bach)
11. Brooklyn Necklace - 2:52
12. The Gala Plan - 1:58
13. Diamonds and Magnets - 1:49
14. The Investigator - 3:05
15. The Spy - 3:51
16. In Vogue - 2:10
17. CCTV Blindspot - 1:30
18. Sealing the Exits - 2:39
19. Four Old Ladies - 2:38
20. Sloppy Soup Samba - 2:52
21. Game On! - 4:28
22. Fugue in D Minor (Reprise) - 1:28 (contient des éléments de Toccata et fugue en ré mineur de Jean-Sébastien Bach)
23. The Actual Heist - 4:43
24. Moog Necklace - 4:52

Chansons présentes dans le film
- Nancy Sinatra - These Boots Are Made for Walkin'[27],[28]
- Linda Ronstadt - You're No Good
- The Black Keys - Gold On the Ceiling
- Sofi Tukker feat. Nervo, The Knocks & Alisa Ueno - Best Friend
- Anubian Lights - Hot Sand
- Charles Aznavour - Parce que tu crois
- Nick West featuring Merenia - These Boots Are Made for Walkin'
- Holy Moly and The Crackers - Cold Comfort Lane
- The Notorious B.I.G. - Hypnotize
- Curtis Mayfield - Superfly
- Amy Winehouse - Me & Mr Jones
- Andy Badale, Marie Perreault et Jean-Jacques Perrey - E.V.A.
- James Last Band - Lara's Theme
- John Murphy - Masks Rappelling Down
- Chris Barber's Jazz Band - Petite Fleur
- Patti Page - (How Much Is) That Doggie In the Window?
- Kelis feat. Too $hort - Bossy
- Dorothy Ashby - Action Line
- Sammy Davis, Jr. - Love Is All Around
- Eamon - You and Only You

## Accueil

### Accueil critique
Aux États-Unis, le film reçoit des critiques plutôt mitigées,,. Sur l'agrégateur Rotten Tomatoes, Ocean's 8 obtient 69% d'opinions favorables pour 360 critiques et une note moyenne de 6,30⁄10. Sur Metacritic, il décroche une moyenne de 61⁄100 pour 50 critiques.
Peter Travers du magazine Rolling Stone donne au film une note de 3⁄4 et met en avant les actrices du film, leur look et le rythme du film. Alonso Duralde de TheWrap décrit le film comme « charmant et drôle » et comme ressemblant à un « catalogue SkyMall catalog, ce qui est approprié pour un film sur le vol d'un collier légendaire de Cartier lors de l'un des évènements fashion très sélecte ».
En France, le film obtient sur le site Allociné une note moyenne de 2,7⁄5, à partir de l'interprétation de 31 critiques de presse compilées. Du côté des critiques positives, Chloé Cohen écrit notamment dans Le Parisien « cette déclinaison 100 % féminine n'a rien à envier à ses prédécesseurs et trace sa propre route ». Dans Le Point, Florence Colombani écrit quant à elle « Vous gardez un souvenir ému de ce précipité de virilité hollywoodienne ? Alors vous adorerez Ocean's 8, sa bande de femmes sculpturales en robe de soirée et son plan délirant pour faire main basse sur un bijou Cartier surprotégé. » Dans Le Journal du dimanche, Stéphanie Belpêche écrit « Le scénario sent le réchauffé, mais il est efficace, adoptant la structure narrative de la saga : préparation et exécution de l’opération, rebondissement final pour montrer au spectateur que lui aussi a été dupé. Pour son plus grand plaisir ». Michaël Ghennam des Fiches du cinéma décrit le film comme un « spin-off fonctionnel, qui souffre d’une écriture trop sage mais reste toujours plaisant, notamment grâce à l’énergie d’Anne Hathaway ». Dans le magazine Première, Thierry Chèze relève « du clinquant, de la dorure, du chic et du choc certes mais surtout de l’élégance, de l’humour et du rythme ou comment doper un film de casse par une bonne dose de malice et de second degré ».
Du côté des avis négatifs, Emmanuelle Spadacenta de Cinemateaser regrette que « la formule est la même qu'avec leurs homologues masculins : un score 70’s et un casse trop tarabiscoté pour que le spectateur se sente impliqué ». Dans Écran Large, Geoffrey Crété déplore « pas une once d'imagination, d'esprit et de cinéma dans ce produit dérivé gênant et transparent. Ou comment gâcher le talent d'excellentes actrices et donner des arguments aux rageux face à ce Ocean's Eleven au féminin ». Pour Fabien Reyre du site Critikat, le réalisateur « tente de reproduire la nonchalance et la décontraction des Ocean’s Eleven sans jamais réussir à saisir ce mélange d’efficacité et de légèreté qui ont fait leur succès ». Dans Le Monde, Murielle Joudet écrit que le réalisateur Gary Ross « semble ainsi croire que la portée féministe du film adviendra d’elle-même et qu’il suffit de filmer Rihanna en train de pianoter énergiquement sur son ordinateur portable et Sandra Bullock dévaliser le rayon beauté d’un magasin pour nous faire croire à des personnages féminins aussi culottés et roublards que leur version masculine ». Dans Les Inrockuptibles, Théo Ribeton regrette quant à lui qu'au « milieu ne trône qu’une espèce de clafoutis de gimmicks du film de casse, jamais virtuose, rarement présentable, et dont l’unique effet est de nous laisser sur notre faim, en espérant que la bataille pour la féminisation de l’entertainment se trouve très vite un porte-étendard moins mollasse ».

### Box-office
| Pays ou région        | Box-office                                  | Date d'arrêt du box-office | Nombre de semaines |
| --------------------- | ------------------------------------------- | -------------------------- | ------------------ |
| États-Unis Canada     | 140 218 711 $                               | 20 septembre 2018          | 15                 |
| France Paris          | 7 032 272 $ 901 037 entrées 342 075 entrées | 5 août 2018                | 8                  |
| Total hors États-Unis | 157 500 000 $                               | -                          | -                  |
| Total mondial         | 297 718 711 $                               | -                          | -                  |

## Distinctions
Entre 2018 et 2019, Ocean's 8 a été sélectionné dans diverses catégories et a remporté quelques récompenses.
| Année | Évènement                                            | Catégorie / Récompense                             | Résultat       | Résultat   |
| ----- | ---------------------------------------------------- | -------------------------------------------------- | -------------- | ---------- |
| 2018  | Women Film Critics Circle Awards                     | Meilleur casting pour une œuvre féminine           | -              | Nomination |
| 2018  | Il Festival Nazionale del Doppiaggio Voci nell'Ombra | Meilleur doublage global                           | Simone Mori    | Nomination |
| 2018  | Legionnaires of Laughter Legacy Awards               | Meilleur film de comédie                           |                | Nomination |
| 2018  | Golden Trailer Awards                                | Meilleur spot télévisé comique                     |                | Lauréat    |
| 2018  | Golden Trailer Awards                                | Meilleure affiche de cinéma                        |                | Lauréat    |
| 2018  | Golden Trailer Awards                                | Meilleur spot TV musical                           |                | Nomination |
| 2018  | Teen Choice Awards                                   | Meilleur film d'été                                | -              | Nomination |
| 2018  | Teen Choice Awards                                   | Meilleure star féminine de cinéma d'été            | Sandra Bullock | Nomination |
| 2018  | People's Choice Awards                               | Film d'action de l'année                           | -              | Nomination |
| 2018  | People's Choice Awards                               | Star féminine de cinéma de l'année                 | Anne Hathaway  | Nomination |
| 2018  | People's Choice Awards                               | Star féminine de cinéma de l'année                 | Sandra Bullock | Nomination |
| 2018  | International Online Cinema Awards (INOCA)           | Meilleure actrice dans un second rôle              | Anne Hathaway  | Nomination |
| 2018  | International Online Cinema Awards (INOCA)           | Meilleure conception de costumes                   | Sarah Edwards  | Nomination |
| 2018  | National Film and Television Awards                  | Meilleure actrice                                  | Sandra Bullock | Nomination |
| 2018  | National Film and Television Awards                  | Meilleure révélation                               | Rihanna        | Nomination |
| 2019  | Costume Designers Guild                              | Meilleurs costumes de film contemporain            | Sarah Edwards  | Nomination |
| 2019  | Kids' Choice Awards                                  | Actrice de cinéma préférée                         | Rihanna        | Nomination |
| 2019  | The ReFrame Stamp (en)                               | Certification dans la catégorie des longs métrages | Warner Bros.   | Lauréat    |